# The Tweets
The Tweets war eine englische Instrumentalband, die in der ersten Hälfte der 1980er Jahre aktiv war, aus Sessionmusikern bestand und mit zwei Novelty-Produktionen in den englischen Charts vertreten war.

## Werdegang
Im September 1981 stieg eine neue Fassung des Liedes Ententanz unter dem Titel The Birdie Song (Birdie Dance) in die UK Top 40, hielt sich 28 Wochen und erreichte Platz 2. Ein viertel Jahr später kam Let’s All Sing Like the Birdies Sing noch auf Platz 44 im Vereinigten Königreich. Das Lied ist eine Coverversion und wurde bereits 1932 von Lew Stone & the Monseigneur Band als B-Seite mit gesungenem Refrain auf Shellac veröffentlicht. Zwar erschienen bis 1985 noch einige Singles von The Tweets, ein Charterfolg stellte sich jedoch nicht mehr ein.

## Diskografie
Singles
- 1981: Birdie Song (Birdie Dance)
- 1981: Let’s All Sing Like the Birdies Sing
- 1982: Everybody Go
- 1982: Tweets on 45 (Medley)
- 1985: Patricia